# Sinsharishkun
Sinsharishkun var en av de sista kungarna i det assyriska riket. Han var son till Ashurbanipal och regerade från 627 f.Kr. till 612 f.Kr.